# Góry Swaneckie
Góry Swaneckie (gruz. სვანეთის ქედი) – pasmo górskie w środkowej części Kaukazu Wielkiego leżące w północnej Gruzji. Najwyższy szczyt Lahili o wysokości 4007 m n.p.m. Północne stoki pokryte licznymi lodowcami. Stanowi granicę między dwoma regionami – Swanetią Dolną i Górną.